# Хјузвил (Пенсилванија)
Хјузвил (енгл. Hughesville) град је у америчкој савезној држави Пенсилванија.

## Демографија
По попису из 2010. године број становника је 2.128, што је 92 (-4,1%) становника мање него 2000. године.
| Група             | 2000.         | 2010.         |
| Белци             | 2.178 (98,1%) | 2.060 (96,8%) |
| Афроамериканци    | 4 (0,2%)      | 10 (0,5%)     |
| Азијати           | 1 (0,0%)      | 9 (0,4%)      |
| Хиспаноамериканци | 18 (0,8%)     | 19 (0,9%)     |
| Укупно            | 2.220         | 2.128         |